# جين ألي
جين ألي (بالإنجليزية: Gene Alley)‏ هو لاعب كرة قاعدة أمريكي، ولد في 10 يوليو 1940 في ريتشموند في الولايات المتحدة.

## وصلات خارجية
- جين ألي على موقعبيزبول رفرنس.كوم (الدوري الرئيسي) (الإنجليزية)
- جين ألي على موقعبيزبول رفرنس.كوم (الدوري الثانوي) (الإنجليزية)
- جين ألي على موقع جمعية أبحاث البيسبول الأمريكية (الإنجليزية)
- جين ألي على موقع مشجعي الرسوم البيانية (الإنجليزية)